# Hohes Kreuz (Millstatt)

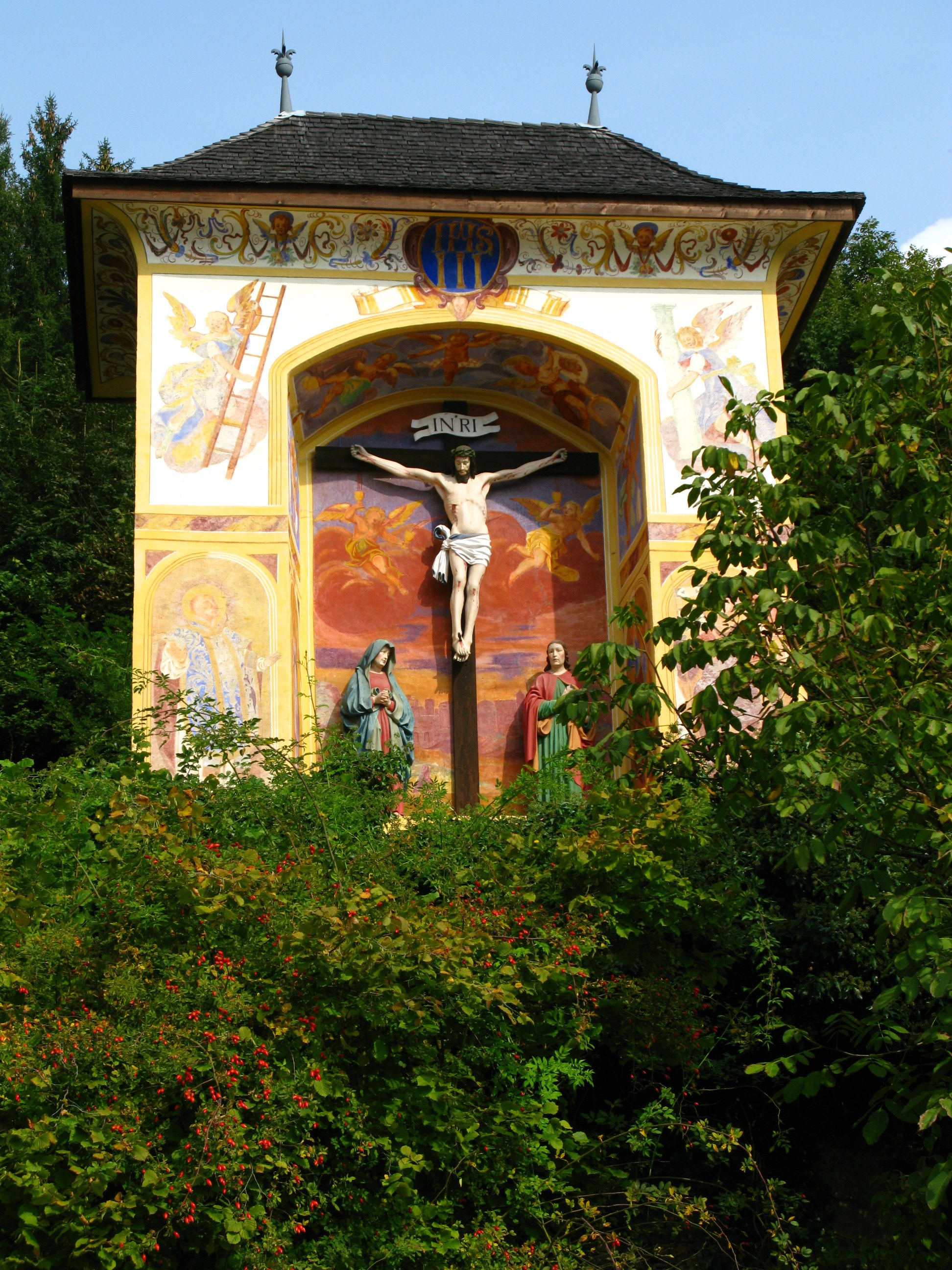

Das Hohe Kreuz am östlichen Ortsausgang von Millstatt ist ein monumentaler Nischenbildstock, der Anfang des 17. Jahrhunderts vermutlich von den Jesuiten errichtet wurde.

## Beschreibung
Der mit einem Walmdach bekrönte Bildstock hat eine Höhe von rund neun Metern und öffnet sich an der Südseite in einer fünf Meter hohen Flachbogennische, in der eine dreifigurige Kreuzigungsgruppe vom Anfang des 17. Jahrhunderts eingestellt ist. An der Nordseite befindet sich eine reliefartige Schnitzfigur des kreuztragenden Christus. 
Die Wände sind mit Fresken ausgestattet:  An der Schauseite ist die Passion und der Kreuzestod Christi zu sehen. In der Laibung der Nische und an den Außenwänden sind Engel mit Leidenswerkzeugen sowie der heilige Ignatius von Loyola und der Herzog Domitian dargestellt. An den Seitenwänden sind Johannes der Täufer und Franz Xaver wiedergegeben.
Die im Sockel eingemauerte Platte mit der Inschrift „Anno Domini 1520“ stammt noch vom Vorgängerbildstock.